# Conférence Sofia Kovalevskaïa
La Conférence Sofia Kovalevskaïa est une distinction décernée annuellement par la Society for Industrial and Applied Mathematics (SIAM) conjointement avec l'Association for Women in Mathematics (AWM) à une personnalité de la communauté scientifique dont les travaux mettent en lumière les découvertes de femmes en mathématiques appliquées ou numériques. Elle est créée en 2002 en l'honneur de la mathématicienne russe Sofia Kovalevskaïa (1850-1891).

## Lauréats
Les lauréats de la Conférence Sofia Kovalevskaïa sont :
- 2003 : Linda Petzold
- 2004 : Joyce McLaughlin[2]
- 2005 : Ingrid Daubechies
- 2006 : Irene Fonseca
- 2007 : Lai-Sang Young
- 2008 : Dianne O'Leary[3]
- 2009 : Andrea Bertozzi
- 2010 : Suzanne Lenhart[4]
- 2011 : Susanne Brenner
- 2012 : Barbara Keyfitz
- 2013 : Margaret Cheney
- 2014 : Irene Gamba[5]
- 2015 : Linda J. S. Allen[6]
- 2016 : Lisa Fauci[7]
- 2017 : Liliana Borcea
- 2018 : Éva Tardos
- 2019 : Catherine Sulem
- 2020 : Bonnie Berger
- 2021 : Vivette Girault
- 2022 : Anne Greenbaum
- 2023 : Annalisa Buffa[8].